# Коламбус (Монтана)
Коламбус (англ. Columbus) — місто (англ. town) в США, в окрузі Стіллвотер штату Монтана. Населення — 1857 осіб (2020).

## Географія
Коламбус розташований за координатами 45°38′8″ пн. ш. 109°14′54″ зх. д. / 45.63556° пн. ш. 109.24833° зх. д. (45.635694, -109.248344).  За даними Бюро перепису населення США в 2010 році місто мало площу 3,49 км², з яких 3,43 км² — суходіл та 0,07 км² — водойми.

### Клімат
| Клімат : Коламбус     | Клімат : Коламбус | Клімат : Коламбус | Клімат : Коламбус | Клімат : Коламбус | Клімат : Коламбус | Клімат : Коламбус | Клімат : Коламбус | Клімат : Коламбус | Клімат : Коламбус | Клімат : Коламбус | Клімат : Коламбус | Клімат : Коламбус | Клімат : Коламбус |
| Показник              | Січ.              | Лют.              | Бер.              | Квіт.             | Трав.             | Черв.             | Лип.              | Серп.             | Вер.              | Жовт.             | Лист.             | Груд.             | Рік               |
| Середній максимум, °C | 3,8               | 6,0               | 11,1              | 16,0              | 20,9              | 25,7              | 30,7              | 29,9              | 24,1              | 16,8              | 8,4               | 2,8               | 16,3              |
| Середній мінімум, °C  | −10,9             | −9,1              | −4,6              | −0,5              | 4,3               | 8,5               | 11,4              | 10,2              | 5,2               | −0,1              | −5,8              | −11,2             | −0,2              |
| Норма опадів, мм      | 15                | 16                | 26                | 48                | 69                | 56                | 31                | 23                | 31                | 33                | 16                | 14                | 378               |
| --------------------- | ----------------- | ----------------- | ----------------- | ----------------- | ----------------- | ----------------- | ----------------- | ----------------- | ----------------- | ----------------- | ----------------- | ----------------- | ----------------- |
| Джерело: NOAA         |                   |                   |                   |                   |                   |                   |                   |                   |                   |                   |                   |                   |                   |

## Демографія
Згідно з переписом 2010 року, у місті мешкали 1893 особи в 767 домогосподарствах у складі 517 родин. Густота населення становила 542 особи/км².  Було 843 помешкання (241/км²).
Расовий склад населення:
| - 96,5 % — білих - 0,6 % — корінних американців - 0,4 % — азіатів - 0,1 % — чорних або афроамериканців |

До двох чи більше рас належало 2,1 %. Частка іспаномовних становила 2,7 % від усіх жителів.
За віковим діапазоном населення розподілялося таким чином: 26,0 % — особи молодші 18 років, 57,3 % — особи у віці 18—64 років, 16,7 % — особи у віці 65 років та старші. Медіана віку мешканця становила 40,4 року. На 100 осіб жіночої статі у місті припадало 94,2 чоловіків;  на 100 жінок у віці від 18 років та старших — 88,8 чоловіків також старших 18 років.
Середній дохід на одне домашнє господарство  становив 63 048 доларів США (медіана — 52 823), а середній дохід на одну сім'ю — 73 625 доларів (медіана — 62 083). Медіана доходів становила 60 104 долари для чоловіків та 28 661 долар для жінок. За межею бідності перебувало 9,9 % осіб, у тому числі 13,1 % дітей у віці до 18 років та 10,1 % осіб у віці 65 років та старших.
Цивільне працевлаштоване населення становило 1020 осіб. Основні галузі зайнятості: роздрібна торгівля — 18,8 %, освіта, охорона здоров'я та соціальна допомога — 17,8 %, сільське господарство, лісництво, риболовля — 17,6 %.